# Bombylius pamiricus
Bombylius pamiricus är en tvåvingeart som beskrevs av Zaitzev 1989. Bombylius pamiricus ingår i släktet Bombylius och familjen svävflugor.
Artens utbredningsområde är Tadzjikistan. Inga underarter finns listade i Catalogue of Life.